# Осинчани
 Тази статия е за селото в Северна Македония.  За селото в Гърция вижте Осничани.  
Осинчани (на македонска литературна норма: Осинчани) е село в община Студеничани на Северна Македония.

## География
Селото е разположено в долината на Маркова река в областта Торбешия в северните склонове на Караджица и на практика е без жители.

## История
В XIX век Осинчани е село в Скопска каза на Османската империя. Според статистиката на Васил Кънчов от 1900 година Усинчани е населявано от 120 жители българи християни.
В началото на XX век цялото население на селото е под върховенството на Българската екзархия. По данни на секретаря на екзархията Димитър Мишев в 1905 година в Осинчани има 120 българи екзархисти.
След Междусъюзническата война в 1913 година селото попада в Сърбия.
На етническата си карта от 1927 година Леонард Шулце Йена показва Усинчани (Usinčani) като българско село.
На етническата си карта на Северозападна Македония в 1929 година Афанасий Селишчев отбелязва Усинчани като българско село.
Според преброяването от 2002 година селото има 1 жител северномакедонец.

## Личности
Родени в Осинчани
- Ангел Николов Ацков, македоно-одрински опълченец, 40-годишен, слуга, нестроева рота на 2 скопска дружина[6]